# Capacidad pulmonar

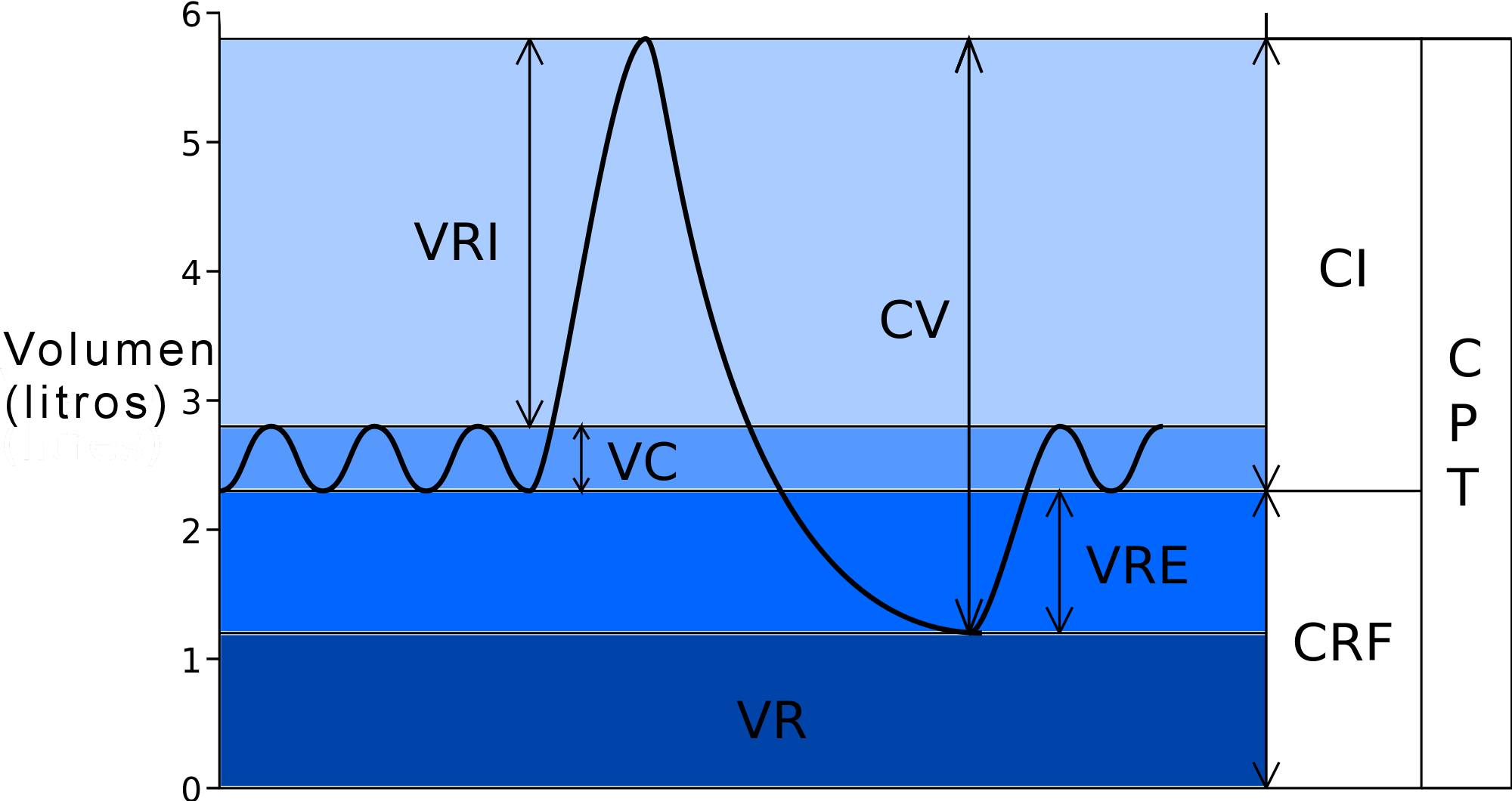
Volúmenes y capacidades pulmonares estáticos.

Las capacidades pulmonares se refieren a los distintos volúmenes de aire característicos en la respiración humana. Un pulmón humano puede almacenar alrededor de 5,8 litros de aire en su interior, pero una cantidad significativamente menor es la que se inhala y exhala durante la respiración.

## Capacidades pulmonares
Al describir los procesos del ciclo pulmonar, a veces es deseable considerar juntos dos o más volúmenes pulmonares, estas combinaciones de volúmenes son llamados  capacidades pulmonares
- Capacidad inspiratoria (CI): Es la cantidad de aire que una persona puede respirar comenzando en el nivel de una espiración normal y distendiendo al máximo sus pulmones (3500 ml aproximadamente). CI = VC + VRI
- Capacidad vital (CV): Es la cantidad de aire que es posible expulsar de los pulmones después de haber inspirado completamente. Son alrededor de 4,6 litros. CV = VRI + VC + VRE
- Capacidad pulmonar total (CPT): Es el volumen de aire que hay en el aparato respiratorio, después de una inhalación máxima voluntaria. Corresponde a aproximadamente a 6 litros de aire. Es el máximo volumen al que pueden expandirse los pulmones con el máximo esfuerzo posible (aproximadamente 5.800 ml). CPT = VC + VRI + VRE + VR

### Valores constantes
- Volumen corriente: 500 ml
- Volumen de reserva inspiratorio: 3.000 ml (con esfuerzo inspiratorio)
- Volumen de reserva espiratorio: 1.100 ml (con esfuerzo espiratorio)
- Volumen residual: 1.200 ml
- Capacidad vital: volumen de reserva inspiratorio (3.000 ml) + volumen de reserva espiratoria (1.100 ml) + volumen circulante (500 ml) = 4.600 ml
- Capacidad inspiratoria: volumen corriente (500 ml) + volumen de reserva inspiratoria (3.000 ml) = 3500 ml
- Capacidad espiratoria: volumen corriente (500 ml) + volumen de reserva espiratoria (1.100 ml) =  1,600 ml
- Capacidad pulmonar total: capacidad vital (4.600 ml) + volumen residual (1.200 ml) = 5800 ml

Las capacidades pulmonares se refieren a los distintos volúmenes de aire característicos en la respiración humana. Un pulmón humano puede almacenar alrededor de 4,6 litros de aire en su interior, pero una cantidad significativamente menor es la que se inhala y exhala durante la respiración.